# كونستانتين أليكساندرو
كونستانتين أليكساندرو (بالرومانية: Constantin Alexandru)‏ هو مصارع هاوي روماني، ولد في 15 ديسمبر 1953 في كونستانتسا في رومانيا، وتوفي في 10 أغسطس 2014.

## وصلات خارجية
- كونستانتين أليكساندرو على موقع قاعدة بيانات المصارعة الدولية (الإنجليزية)
- كونستانتين أليكساندرو على موقع اللجنة الأولمبية الدولية (الإنجليزية)
- كونستانتين أليكساندرو على موقع أوليمبيديا (الإنجليزية)
- كونستانتين أليكساندرو على موقع اللجنة الأولمبية الرومانية (الرومانية)